# Francis Flamme
Francis Flamme, né le 2 janvier 1948, est un joueur puis entraîneur de basket-ball. Il devient ensuite dirigeant de club.

## Biographie
Francis Flamme joue au basket-ball dans la région parisienne. Il dispute le championnat d'Europe junior en 1966, la France terminant à la septième place. Il est sélectionné à cinq reprises en équipe de France, entre le 11 septembre 1966 à Helsinki contre la Finlande et le 18 septembre de la même année, à Helsingborg contre la Suède.
Il est l'entraîneur de l'équipe d'Asnières sport durant les années 1970. Durant les années 1990 et 2000, il est le président de Levallois. En 2008, il prend la direction du club de Paris-Levallois qui alors est descendu en Pro B. Au bout de sa première saison en tant que président, Paris-Levallois remonte en Pro A. À terme, Francis Flamme veut que son club joue le plus haut niveau européen et qu'il possède une grande salle. En parallèle de son poste de président, il occupe des fonctions au sein de la Fédération française de basket-ball, en tant que directeur général de 1983 à 2007 puis en tant que membre du comité directeur.